# جان هیکنلوپر
جان هیکنلوپر (انگلیسی: John Wright Hickenlooper, Jr.؛ زادهٔ ۷ فوریهٔ ۱۹۵۲) یک سیاست‌مدار اهل ایالات متحده آمریکا و سناتور ایالات متحده از کلرادو است.
هیکنلوپر فرماندار  ایالت کلرادو از حزب دموکرات ایالات متحده آمریکا است که در تاریخ ۱۱ ژانویه ۲۰۱۱ میلادی به عنوان فرماندار انتخاب شد و تا سال 2019 در این سمت باقی  ماند.